# Contrat réel
Un contrat réel est un contrat parfait non par l'échange de consentement mais par la remise d'une chose.

## Droit français
En  droit français, le contrat de prêt, contrat de dépôt, le gage (avant l'entrée en vigueur de l'ordonnance du 23 mars 2006) sont des contrats réels.

## Droit québécois
La doctrine civiliste québécoise distingue entre le contrat réel, le contrat consensuel et le contrat solennel. Quant au contrat réel, les auteurs Langevin et Vézina donnent l'exemple du contrat de prêt à usage (art. 2313 C.c.Q.). Il existe aussi le contrat de dépôt (art. 2280 C.c.Q.) et le prêt simple (art. 2314 C.c.Q.).

## Droit romain
En droit romain, les contrats peuvent divisés entre les re c'est-à-dire liés par le remise de la chose (res), les consensuels, et les contrats innommés. Bien que Gaius identifie uniquement un seul type de contrat re, selon Justinien il y en a quatre, le mutuum (prêt à la consommation), le commodat (prêt à l'emploi), le depositum (dépôt) et le pignus (gage).